# Boris Tatar
Boris Tatar (sinh ngày 17 tháng 3 năm 1993) là một cầu thủ bóng đá người Montenegro.

## Sự nghiệp câu lạc bộ
Boris Tatar đã từng chơi cho FC Machida Zelvia.